# Zeitgeist (musikalbum)
Zeitgeist är det sjunde studioalbumet av den amerikanska rockgruppen The Smashing Pumpkins, utgivet den 10 juli 2007  på Reprise Records. Det var det första albumet bandet gav ut efter att de hade upplösts 2000 och återförenats 2006. Zeitgeist producerades av gruppens enda två kvarvarande medlemmar sedan återföreningen; Billy Corgan och Jimmy Chamberlin, tillsammans med Terry Date och Roy Thomas Baker. Det var deras sista album med Chamberlin innan han lämnade bandet under 2009.
Zeitgeist gick in som tvåa på Billboard 200 med 145 000 sålda exemplar under första veckan. Albumet möttes av blandad kritik där en stor del av den negativa kritiken pekade på frånvaron av halva originaluppsättningen. Corgan har senare erkänt, "Jag vet att många av våra fans är förbryllade över Zeitgeist. Jag tror de ville ha det här massiva, storslagna verket men man rullar inte bara ur sängen efter sju år utan ett fungerande band och går tillbaka till att göra det.".
Musikaliskt sett hör Zeitgeist till Smashing Pumpkins tyngre, mer metaldrivna produktioner.

## Låtlista
Alla låtar är skrivna av Billy Corgan.
1. "Doomsday Clock" – 3:41
2. "7 Shades of Black" – 3:15
3. "Bleeding the Orchid" – 3:58
4. "That's the Way (My Love Is)" – 3:44
5. "Tarantula" – 3:47
6. "Starz" – 3:41
7. "United States" – 9:50
8. "Neverlost" – 4:13
9. "Bring the Light" – 3:35
10. "(Come On) Let's Go!" – 3:15
11. "For God and Country" – 4:51
12. "Pomp and Circumstances" – 4:18

## Olika utgåvor
| Färg   | Utgåva                                    | Beskrivning |
| ------ | ----------------------------------------- | --- |
| Röd    | Standardutgåva                            | Innehåller de 12 ordinarie låtarna |
| Röd    | Deluxe edition                            | Innehåller en 76-sidig bok |
| Röd    | Japansk utgåva                            | Innehåller "Death from Above" (vid spår 13) |
| Orange | Best Buys utgåva                          | Innehåller "Death from Above" (vid spår 9) |
| Orange | Tysk utgåva genom Amazon.de               | Innehåller "Death from Above" (vid spår 9) |
| Lila   | Brittisk utgåva                           | Innehåller de 12 ordinarie låtarna |
| Lila   | Targets utgåva                            | Innehåller "Zeitgeist" (vid spår 13) |
| Lila   | Müllers utgåva                            | Innehåller "Zeitgeist" (vid spår 13) |
| Grön   | HMVs utgåva                               | Innehåller de 12 ordinarie låtarna |
| Blå    | iTunes utgåva                             | Innehåller "Stellar" (vid spår 11), fem MySpace-covers (för amerikansk förhandsbokning), "Zeitgeist" (för internationell förhandsbokning)                                                                         |
| Blå    | iTunes Deluxe edition (Januari 2008)      | Innehåller American Gothic EP samt videorna till "Tarantula" och "That's the Way" |
| Silver | Best Buys utgåva på CD/DVD (Oktober 2007) | Annorlunda låtlista med tre bonuslåtar: "Death From Above", "Stellar" och "Ma Belle"; en bonus-dvd med den 20 minuter långa dokumentären Inside the Zeitgeist samt videorna till "Tarantula" och "That's the Way" |

## Medverkande
The Smashing Pumpkins
- Billy Corgan – sång, gitarr, bas, keyboard, produktion
- Jimmy Chamberlin – trummor, slagverk, produktion

Produktion
- Roy Thomas Baker – produktion och inspelning (spår 6, 9, 12), ytterligare produktion (spår 5, 12), ljudmix
- Terry Date – produktion (spår 4, 8, 10, 11), inspelning (samtliga spår utom 6, 9)
- Bruce Dickson, Justin Corrigan – fotoansvariga
- Shepard Fairey – omslagsdesign/original
- Amber Griffin – hårstyling och smink för foto
- Stephen Marcussen – mastering
- Cynthia Obsenares – kostymdesign för foto
- Chris Owens, Kevin Mills, Alex Pavlides, Zephyrus Sowers, Bo Joe, Davey Rieley – assisterande ljudtekniker
- Vanessa Parr, Noel Zancanella – assisterande ljudmix och ljudteknik
- Matt Taylor – förpackningsdesign
- Bjorn Thorsrud – inspelning (spår 1, 2, 3, 5, 7, 12), ljudmixassistent
- Christina Wagner – fotoproducent

## Listplaceringar
| Lista (2007)        | Högsta position |
| ------------------- | --------------- |
| Australien          | 7               |
| Belgien (Flandern)  | 6               |
| Belgien (Vallonien) | 8               |
| Danmark             | 14              |
| Finland             | 11              |
| Frankrike           | 24              |
| Italien             | 5               |
| Kanada              | 1               |
| Nederländerna       | 7               |
| Norge               | 14              |
| Nya Zeeland         | 1               |
| Portugal            | 7               |
| Schweiz             | 5               |
| Spanien             | 19              |
| Storbritannien      | 4               |
| Sverige             | 15              |
| Tyskland            | 7               |
| USA (Billboard 200) | 2               |
| Österrike           | 8               |